# Ukrajna tavai és víztározói

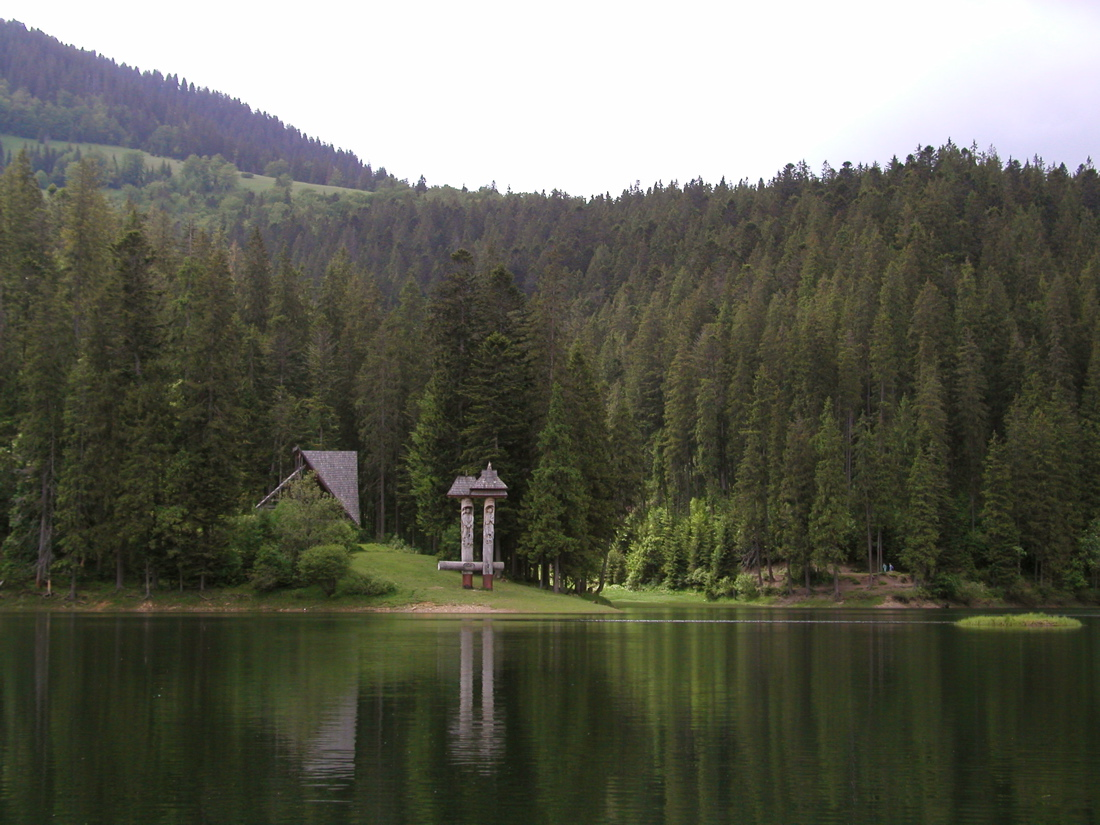
A Szinevéri-tó az Ukrán-Kárpátokban

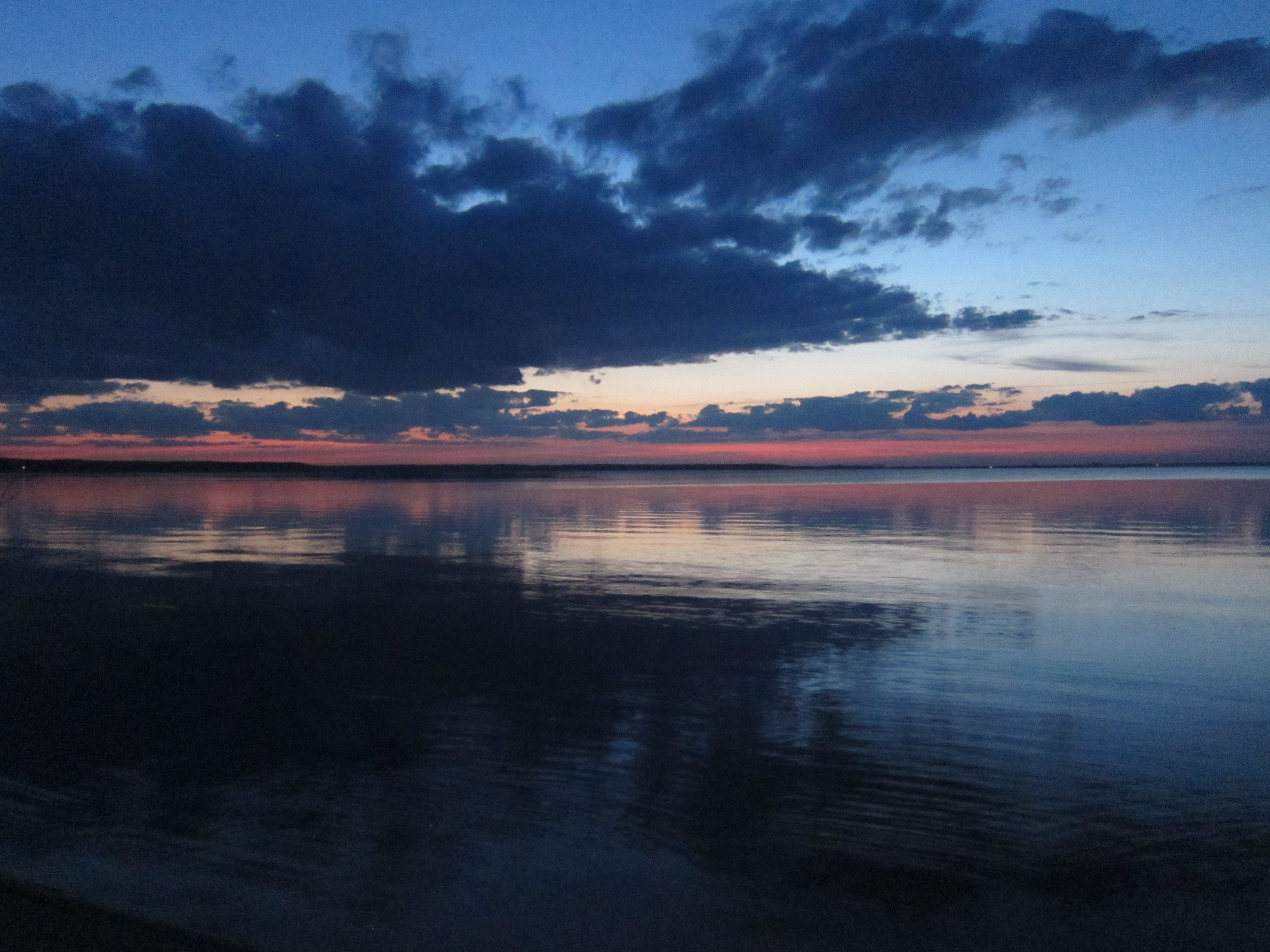
A Szvityaz-tó

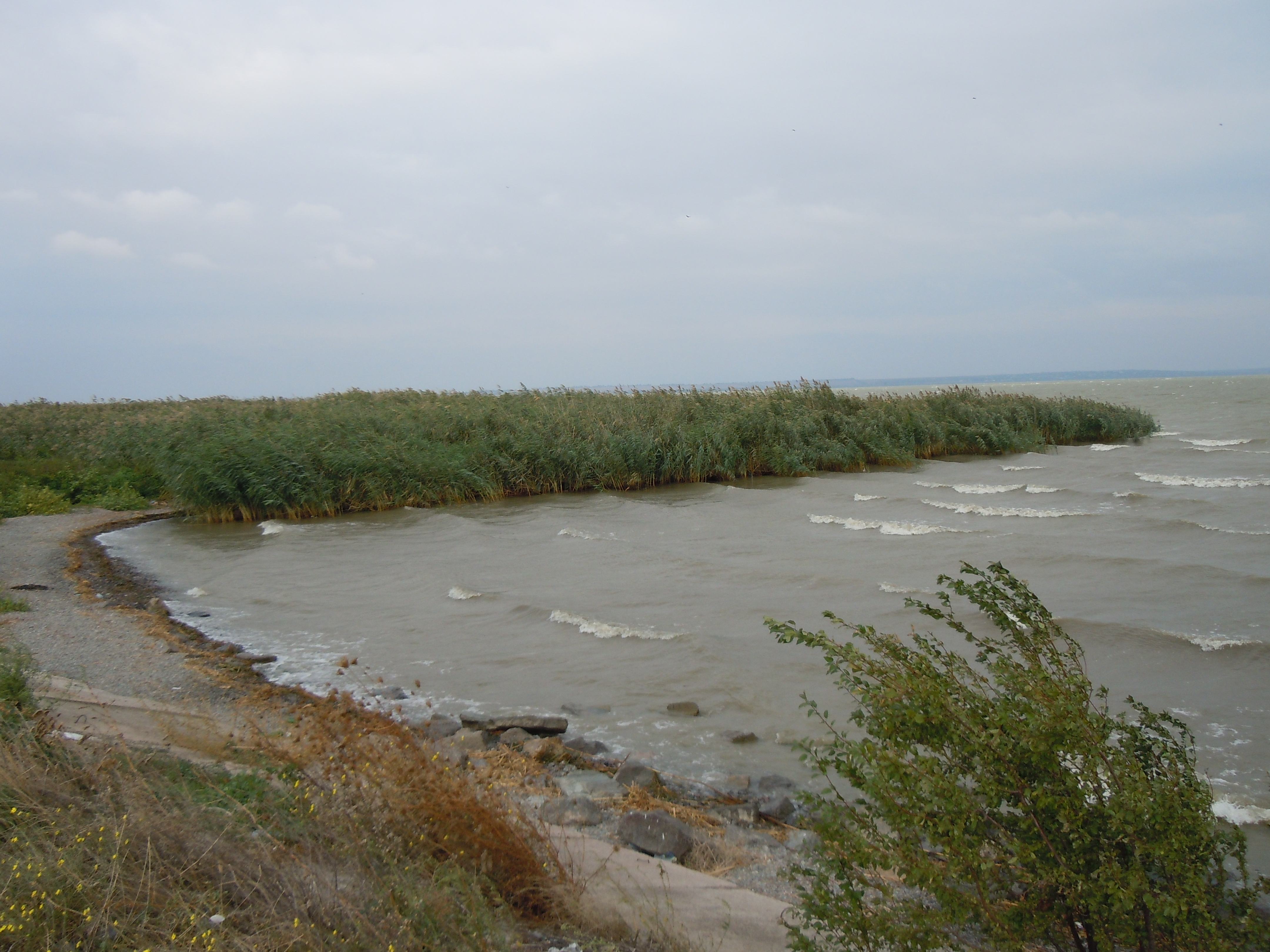
A Jalpuh-tó

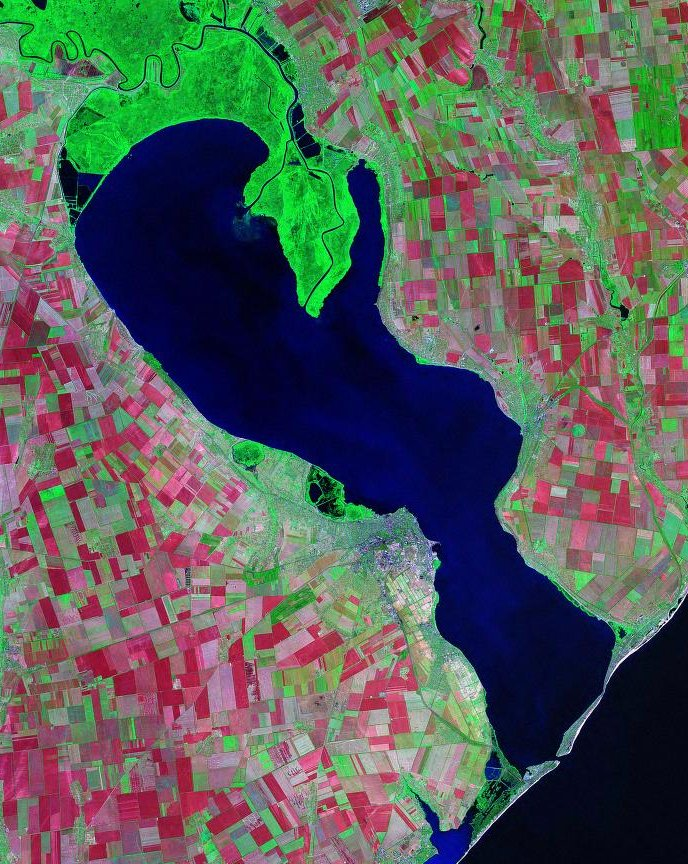
A Dnyeszter limánja

Ukrajna tavainak száma közel 3000. Ezek összterülete Ukrajna területének csupán 0,3%-át teszi ki. A tófelület összterülete meghaladja a 2 ezer km²-t. A tavak többségének a területe kisebb 10 km²-nél.
A tavak és víztározók közül a legnagyobbak a következők: Kremencsuki-víztározó, Kahovkai-víztározó, Kijevi-víztározó, Dnyiprodzerzsinszki-víztározó, Jalpuh-tó.

## Keletkezésük szerint
- morotvatavak (ezek a folyók árterén keletkeznek);
- beszakadásos, karszt és megsüllyedt medencéjű tavak (többnyire a Poliszján és a sztyeppei övezetben);
- maradványtavak (elkülönülés útján keletkeztek a tengerek partvidékén, folyók torkolatánál);
- karró tavak (a Kárpátokban terjedtek el, ahol találhatóak völgyi tavak is).

## A tavak elhelyezkedése
Ukrajna területén a tavak többsége  Dnyeper, Pripjaty, Gyeszna, Orjol, Szamara, Szula, Horol folyók medencéjében és a Polisszjai-alföld kisebb folyói mentén található. A tavak általában sekély vizűek. Számos tó a Fekete- és Azovi-tengerek mentén helyezkedik el, a Duna alsó szakaszán.
A Sacki-tavak több mint 30 tóból álló csoport, a Polisszjai-alföldön, a Nyugati-Bug folyó medencéjében. Legnagyobb tava a 24,2 km² területű Szvityaz-tó. Partvonala 35 km, a vízfelület területe 24,2 km², közepes mélysége 7 méter, míg a legnagyobb 58 méter. A felső vízfelülete nyáron +20°-ig is felmelegszik. Csatornák kötik össze a Pulemecki és Luka tavakkal.
A Duna alsó szakasza mentén 26 nagyobb tó található. Ezek közül a legnagyobb az ország legnagyobb édesvízi tava, a Jalpuh-tó. Hossza 25 km, szélessége 2–7 km, átlagos mélysége 2,6 m, a legnagyobb mélysége 6 m, vízfelületének területe 220 km². Közelében található a Kuhurluj-tó, amelytől 4 km-es homokdomb választja el. Mindkét tó a Duna vízével táplálkozik. A Duna-menti tavak vízét öntözésre, haltenyésztésre stb. hasznosítják. 
A Fekete- és Azovi-tengerek partvidékén több, homokturzással elválasztott tó és öböl (limán) található. A legnagyobb édesvízi limán az országban a Dnyeszteri. (Hossza 40 km, legnagyobb szélessége 12 km, víztükrének területe 360 km².) Odesszától északra található a Kujálniki-limán (Hossza 30 km; vize nyáron +30°-ig is felmelegszik). A Kujálniki-limán gyógyiszapjáról is ismert. A sztyeppei Krímben több mint 500 sós tó található. Ezek közül a legnagyobb a Szaszik-tó. Itt találhatók továbbá a Donuzlav és Szaki tavak. E tavak sótartalma 10–19 ‰ között ingadozik; a tómedencék alján jelentős mennyiségű gyógyiszap található. Keletkezésük összeköttetésben van a felszínhez közel elhelyezkedő sórétegekkel.
Kevés tó található a Kárpátokban és a Hegyvidéki Krímben. Az Ukrán-Kárpátok legnagyobb tava, a 989 m magasan a tengerszint felett található Szinevéri-tó. Területe 700 m², mélysége 16–24 m között ingadozik. Természetes völgygát mögött keletkezett. Találhatók karró tavak is – Brebeneszkul stb., valamint kisebb gleccsertavak, tengerszemek is.

## Víztározók
Ukrajnában a folyók lefolyásának szabályozására és a gazdasági tevékenység folytatására közel 23 000 víztározót létesítettek. Közöttük a legnagyobbakat a Dnyeperen létesítették: Kijevi, Kanyivi, Kremencsuki, Dnyiprodzerzsinszki, Dnyiproheszi (Lenin), Kahovkai.
A Dnyeperi víztározókon kívül nagy víztározók találhatók a Déli-Bugon (Ladizsini), az Inhulecen (Karacsuni), a Donyecen (Pecsenyihi) stb.